# Уельвес
Уельвес (ісп. Huelves) — муніципалітет в Іспанії, у складі автономної спільноти Кастилія-Ла-Манча, у провінції Куенка. Населення — 78 осіб (2010).
Муніципалітет розташований на відстані близько 80 км на південний схід від Мадрида, 65 км на захід від Куенки.

## Демографія
Динаміка населення (INE ):